# Colibrí cuallarg emplomallat
El colibrí cuallarg emplomallat (Discosura popelairii) és una espècie d'ocell de la família dels troquílids (Trochilidae) que habita des del centre de Colòmbia fins al sud-est del Perú i nord-oest de Bolívia.